# أتسوشي تاني
أتسوشي تاني (باليابانية: 谷訯) هو سباح ياباني، ولد في 14 نوفمبر 1933. وشارك في ألعاب الأولمبية الصيفية 1956 ‏.

## وصلات خارجية
- أتسوشي تاني على موقع الاتحاد الدولي للسباحة (الإنجليزية)
- أتسوشي تاني على موقع أوليمبيديا (الإنجليزية)